# Юрмовка

Юрмовка — река в России, протекает в Нейском районе Костромской области. Устье реки находится в 10 км по левому берегу реки Кусь. Длина реки составляет 11 км.
Исток Юрмовки находится в 2 км к северо-западу от посёлка Октябрьский близ границы с Мантуровским районом. Река течёт на северо-запад по лесному массиву, населённых пунктов на реке нет. Впадает в Кусь в 10 км к северо-западу от Октябрьского.

## Данные водного реестра
По данным государственного водного реестра России относится к Верхневолжскому бассейновому округу, водохозяйственный участок реки — Унжа от истока и до устья, речной подбассейн реки — Бассей притоков Волги ниже Рыбинского водохранилища до впадения Оки. Речной бассейн реки — (Верхняя) Волга до Куйбышевского водохранилища (без бассейна Оки).
По данным геоинформационной системы водохозяйственного районирования территории РФ, подготовленной Федеральным агентством водных ресурсов:
- Код водного объекта в государственном водном реестре — 08010300312110000016485
- Код по гидрологической изученности (ГИ) — 110001648
- Код бассейна — 08.01.03.003
- Номер тома по ГИ — 10
- Выпуск по ГИ — 0